# Europarlamentari dell'Irlanda della II legislatura
Gli europarlamentari dell'Irlanda della II legislatura, eletti in occasione delle elezioni europee del 1984, furono i seguenti.

## Composizione storica
| Europarlamentare    | Lista        | Gruppo |
| ------------------- | ------------ | ------ |
| Niall Andrews       | Fianna Fáil  | ADE    |
| Mary Banotti        | Fine Gael    | PPE    |
| Sylvester Barrett   | Fianna Fáil  | ADE    |
| Mark Clinton        | Fine Gael    | PPE    |
| Gene Fitzgerald     | Fianna Fáil  | ADE    |
| Jim Fitzsimons      | Fianna Fáil  | ADE    |
| Seán Flanagan       | Fianna Fáil  | ADE    |
| Patrick Lalor       | Fianna Fáil  | ADE    |
| Eileen Lemass       | Fianna Fáil  | ADE    |
| Joe McCartin        | Fine Gael    | PPE    |
| Ray MacSharry       | Fianna Fáil  | ADE    |
| Thomas Joseph Maher | Indipendente | LD     |
| Tom O'Donnell       | Fine Gael    | PPE    |
| Thomas Raftery      | Fine Gael    | PPE    |
| Richie Ryan         | Fine Gael    | PPE    |

## Modifiche intervenute

### Fianna Fáil
- In data 24.03.1987 a Ray MacSharry subentra Mark Killilea.

### Fine Gael
- In data 03.06.1986 a Richie Ryan subentra Chris O'Malley.